# Mazzano (Lombardei)

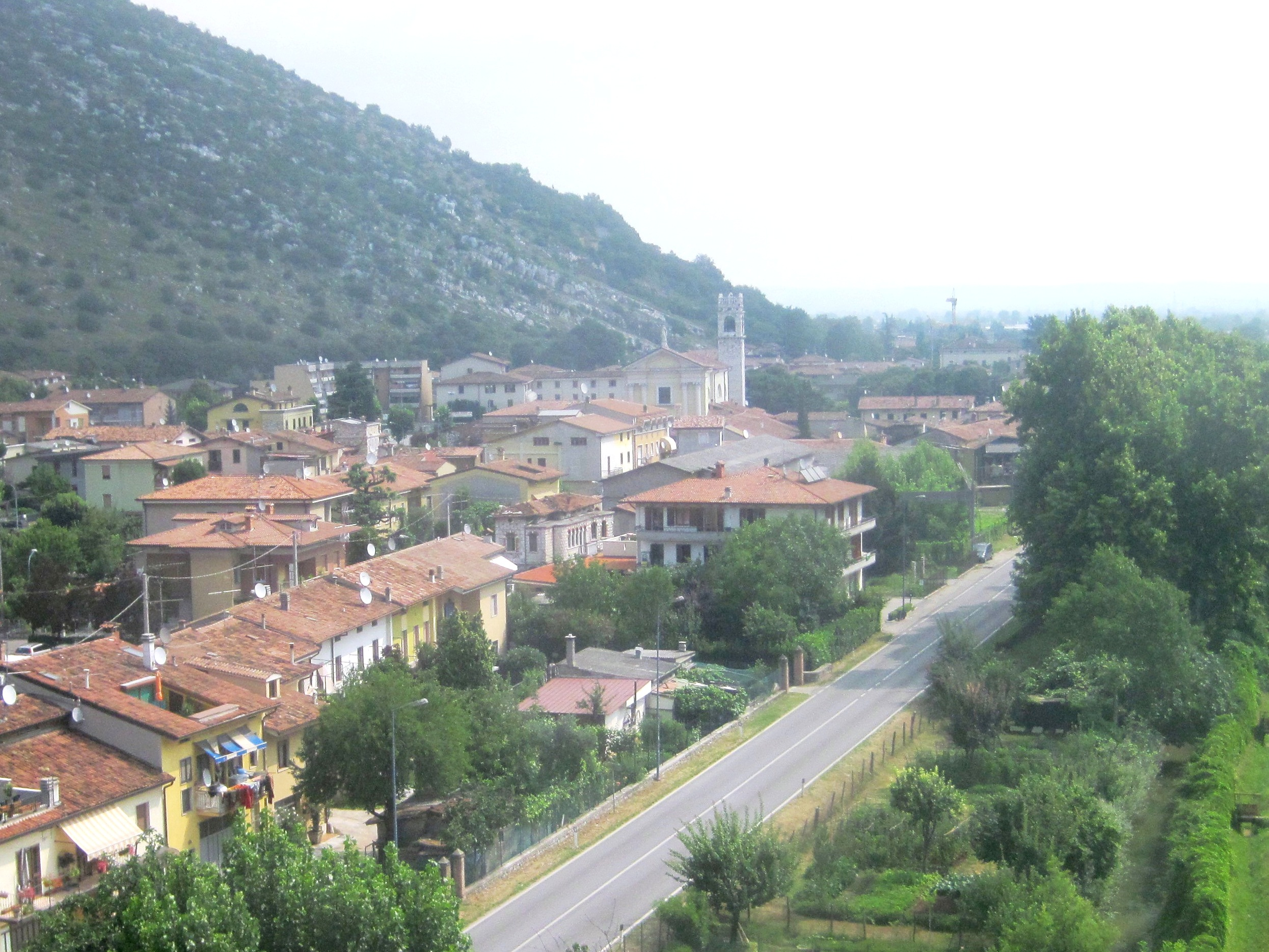
Mazzano

Mazzano ist eine norditalienische Gemeinde (comune) mit 12.682 Einwohnern (Stand 31. Dezember 2023) in der Provinz Brescia in der Lombardei. Die Gemeinde liegt etwa 10 Kilometer westsüdwestlich von Brescia. Der Gardasee liegt 11,5 Kilometer östlich von Mazzano.

## Verkehr
Der frühere Bahnhof an der Bahnstrecke von Rezzato nach Vobarno ist seit 1968 geschlossen.
Südlich der Gemeinde verläuft die Strada Statale 11 sowie die Autostrada A4 von Turin nach Venedig und Triest. 

## Gemeindepartnerschaft
Mazzano unterhält seit 2002/2003 eine Partnerschaft mit der französischen Gemeinde Saint-Germain-des-Fossés im Département Allier.

## Persönlichkeiten
Ludovico Antomelli (1863–1927), Bischof von Lodi